# Општина Иванчна Горица
Општина Иванчна Горица (словен. Ivančna Gorica) је једна од општина Средњесловенска регија у држави Словенији. Седиште општине је истоимени градић Иванчна Горица.

## Природне одлике
Рељеф: Општина Иванчна Горица налази се у средишњем делу државе и обухвата горје југоисточно од Љубљане.
Клима: У општини влада умерено континентална клима.
Воде: У општини нема већих водотока. Мањи водотоци у севрном делу теку ка реци Сави, а они у јужном делу ка реци Крки. У јужном делу се налази и извор реке Крке.

## Становништво
Општина Иванчна Горица је средње густо насељена.

## Насеља општине
| - Амбрус - Артижа Вас - Бакрц - Бога Вас - Бојањи Врх - Братнице - Брег при Добу - Брег при Теменици - Брег при Заградцу - Брезови Дол - Буковица - Валична Вас - Велика Добрава - Велике Доле при Теменици - Велике Чешњице - Велике Компоље - Велике Лесе - Велике Пеце - Велике Ребрце - Велике Врхе - Велики Кал - Велики Корињ - Велико Чрнело - Велико Глобоко - Видем при Теменици - Вир при Стични - Вишња Гора - Вишње - Врх при Собрачах - Врх при Вишњи Гори - Врхпоље при Шентвиду - Габрје при Стични - Габровчец - Габровка при Заградцу - Глоговица | - Горења Вас - Горење Брезово - Градичек - Гринтовец - Гриже - Грм - Дебече - Дедни Дол - Дечја Вас при Заградцу - Доб при Шентвиду - Добрава при Стични - Долења Вас при Теменици - Заборшт при Шентвиду - Заградец - Завртаче - Згорња Драга - Знојиле при Крки - Иванчна Горица - Кал - Камни Врх при Амбрусу - Камно Брдо - Китни Врх - Кришка Вас - Крка - Кршка Вас - Кужељевец - Лазе над Крко - Лесковец - Лешчевје - Лучарјев Кал - Мала Добрава - Мала Горичица - Мале Доле при Теменици - Мале Чешњице - Мале Компоље | - Мале Лесе - Мале Пеце - Мале Ребрце - Мале Врхе - Мали Кал - Мали Корињ - Мало Чрнело - Мало Глобоко - Мало Худо - Маринча Вас - Мекиње над Стично - Метнај - Мевце - Млешчево - Мрзло Поље - Муљава - Нова Вас - Оболно - Ослица - Осредек над Стично - Петрушња Вас - Пешченик - Планина - Подборшт - Подбуковје - Подсмрека при Вишњи Гори - Покојница - Пољане при Стични - Поље при Вишњи Гори - Поток при Муљави - Прапроче при Теменици - Примча Вас - Пристава над Стично - Пристава при Вишњи Гори - Приставља Вас | - Пунгерт - Пусти Јавор - Радања Вас - Радохова Вас - Равни Дол - Рдечи Кал - Сад - Села при Добу - Села при Собрачах - Села при Вишњи Гори - Село при Радохови Васи - Собраче - Сподња Драга - Сподње Брезово - Стари Трг - Стична - Странска Вас об Вишњици - Сушица - Теменица - Толчане - Требеж - Требња Горица - Трновица - Фужина - Храстов Дол - Чагошче - Чешњице при Заградцу - Шентјурје - Шентпавел на Долењскем - Шентвид при Стични - Шкофље - Шкрјанче |  |